# 6471 Collins
För andra betydelser, se Collins (olika betydelser).
6471 Collins eller 1983 EB1 är en asteroid i huvudbältet som upptäcktes den 4 mars 1983 av den tjeckiske astronomen Antonín Mrkos vid Kleť-observatoriet i Tjeckien. Den är uppkallad efter den amerikanske astronauten Michael Collins.
Asteroiden har en diameter på ungefär 8 kilometer och den tillhör asteroidgruppen Nysa.